# Nina Reithmayer
Nina Reithmayer, née le 8 juin 1984 à Innsbruck, est une  lugeuse autrichienne.

## Palmarès
- Jeux olympiques
  -  Médaille d'argent en simple aux Jeux olympiques d'hiver de 2010 de Vancouver.

- Championnats du monde
  -  Médaille d'argent en relais mixte par équipe aux Championnats du monde de luge 2008 d'Oberhof.
  -  Médaille d'argent en relais mixte par équipe aux Championnats du monde de luge 2009 de Lake Placid.
  -  Médaille de bronze en relais mixte par équipe aux Championnats du monde de luge 2007 d'Igls.

- Championnats d'Europe
  -  Médaille de bronze en simple aux Championnats d'Europe de luge 2010 de Sigulda.